# 피에르 노라
피에르 샤를 노라(프랑스어: Pierre Charles Nora, 1931년 11월 17일 ~ 2025년 6월 2일)는 2001년 6월 7일 아카데미 프랑세즈에 선출된 프랑스의 역사가이다. 갈리마르 출판사의 편집자로서, 1966년에 사회과학 도서관을, 1970년에 역사 도서관을 설립했다. 1977년부터 40년간 사회과학고등연구원의 연구 책임자로 재직했다. 노라는 프랑스인들의 국민적 기억을 구현하는 기억의 장소와 대상에 초점을 맞춘 4권의 저서인 Les Lieux de Mémoire(기억의 장소)를 감독하고, 새로운 역사(신사학}을 쓴 것으로 알려져 있다.

## 초기 생애 및 교육
노라는 1931년 11월 17일 파리에서 태어났다. 저명한 파리 비뇨기과 의사인 가스통 노라와 그의 아내 줄리 레만 사이에서 태어난 네 자녀 중 막내였다. 제2차 세계 대전 중 지식인인 장 프레보와 마르틴 하이데거의 철학을 프랑스에 도입하는 데 중요한 인물이 될 장 보프레를 알게 되었다. 1950년대에는 자크 데리다와 함께 리세 루이르그랑에서 hypokhâgne와 khâgne를 수료했지만, 일반적인 믿음과는 달리 고등사범학교에 세 번이나 합격하지 못했다. 동창인 피에르 비달-나케와 공유했던 이러한 좌절을 행운으로 여기게 되었는데, 특히 또 다른 친구인 장-프랑수아 레벨이 보여준 예시 덕분이었다. 이로 인해 자신의 상황을 제라르 그라넬과 비교하며, 그렇지 않았다면 경험하지 못했을 훨씬 더 흥미로운 삶을 살게 되었다고 믿게 되었다. 이 무렵, 시인 르네 샤르는 그의 성장에 중요한 역할을 했다. 그를 통해 노라는 그의 첫사랑인 마다가스카르 출신의 마르트 카잘(1907-1983)을 만났는데, 그녀는 로런스 더럴의 알렉산드리아 사중주에 등장하는 쥐스틴의 주요 모델이 되었다. 이후 철학 학사 학위(licence de lettres)를 취득했다. 1958년에 agrégation d'histoire를 통과했다.

## 경력
노라는 1958년부터 1960년까지 알제리의 오랑에 있는 라모리시에르 리세에서 가르쳤다. 자신의 경험을 담은 책을 쓰고 1961년에 Les Français d'Algérie("알제리의 프랑스인들")라는 제목으로 출판했다. 1962년, 알제리 전쟁을 종식시킨 에비앙 협정이 체결되고 – 후에 국민투표로 확정 – 휴전이 발효되었다. 노라는 히브리어를 한마디도 할 줄 몰랐지만, 그곳으로 가서 알제리 유대인의 상황을 조사하고 그들의 기록을 본국 송환을 위해 확보해 달라는 요청을 받았다. 아메드 벤 벨라를 만났는데, 벤 벨라는 노라를 포옹하고 다음 날 자신의 차량 행렬이 알제로 들어갈 때 옆에 앉아 달라고 요청했다. 벤 벨라는 노라가 알제리에 대한 그의 글을 감탄하며 읽었고, 노라가 지역 알제리 유대인 공동체의 일원이라고 생각했다. 같은 5월 주에 다른 몇 명과 함께 반군들에게 붙잡혀 총살을 위해 벽에 세워졌지만, 지역 경찰의 적시 개입으로 운명을 피했다.
1961년부터 1963년까지 도스네-티에르 재단의 거주자였다. 1965년부터 1977년까지 파리 정치 대학(파리 정치 학회)에서 조교로 시작하여 강사로 재직했다. 1977년부터 사회과학고등연구원(École des hautes études en sciences sociales)의 연구 책임자로 40년간 그 자리를 지켰다. 2014년, 노라는 "역사와 기억"에 대한 기여로 댄 데이비드상을 수상했다.

### 출판
동시에 노라는 출판 분야에서 중요한 경력을 쌓았다. 1964년 쥘리아르 출판사에 합류하여 아카이브 페이퍼백 컬렉션을 만들었다. 1965년에는 갈리마르 출판사에 합류했다. 이 출판사는 이미 문학 분야에서 좋은 시장 점유율을 가지고 있었지만, 사회과학 분야를 발전시키고자 했다. 피에르 노라는 1966년에 사회과학 도서관을, 1970년에 역사 도서관을, 그리고 1967년에 Témoins 컬렉션을 만들면서 이 임무를 달성했다. 갈리마르 출판사에서 노라의 지휘 아래 레몽 아롱, 미셸 푸코, 에마뉘엘 르 루아 라뒤리, 조르주 뒤비, 조르주 뒤메질, 프랑수아 퓌레와 자크 르 고프의 책들, 그리고 엘리아스 카네티, 에른스트 칸토로비치, 토마스 니퍼다이의 책들의 번역본과 같이 각 분야의 이정표가 된 많은 주요 학술 작품들이 출판되었다.
이 중요한 역할은 노라에게 프랑스 출판계에서 일정한 권력을 주었고, 또한 비판의 대상이 되기도 했다. 에릭 홉스봄의 저서인 극단의 시대(1994) 번역을 거절했다. 노라는 이 책을 높이 평가하고 그 높은 품질을 인정했지만, 오랜 지연 끝에 거절하면서 홉스봄에게 번역 비용이 너무 높아 판매 가격이 지나치게 될 것이며, 당시 프랑스 좌파 자체가 적대적일 것이라고 말했다. 노라가 제3자에게 언급한 또 다른 이유는 쇼아가 그 무렵 문화적 기억의 중심에 들어섰지만, 홉스봄의 책에는 아우슈비츠라는 단어가 한 번만 등장했기 때문이었다. 공개적으로 1997년에 자신의 거절이 저자의 "혁명적 대의에 대한 애착" 때문이라고 밝혔다. 노라는 프랑스의 반공산주의 분위기가 그러한 유형의 출판물에 적합하지 않았으며, 모든 편집자들이 "좋든 싫든 자신들이 작품을 썼던 지적, 이념적 상황을 고려해야 할 의무가 있었다"고 설명했다.

## 지적 활동
1980년 5월, 노라는 갈리마르에서 철학자 마르셀 고셰와 함께 Le Débat 리뷰를 창간했다. 이는 곧 프랑스의 주요 지적 리뷰 중 하나가 되었다. 1983년, 프랑스 역사가 자크 줄리아르는 노라가 레몽 아롱이 수행했던 역할의 자연스러운 후계자라고 평가했다.
- 2012: 보르도 몽테뉴상[1]
- 2014: 댄 데이비드상

### 명예 학위
- 1989: 라발 대학교

## 저서
노라의 저서 목록:
- 1961: Les Français d'Algérie, 샤를-앙드레 줄리앙 서문 (쥘리아르, ISBN 978-2-267-02423-4).[1][16]
- 1970–1979: Vincent Auriol. Journal du Septennat 1947–1954 (아르망 콜랭, OL 21089114M)[1]
- 1973: Faire de l'histoire (갈리마르, ISBN 9782070290062)[1][15]
- 1987: Essais d'ego-histoire (갈리마르, ISBN 9782220065120)[1]
- 1984–1992: Les Lieux de mémoire (갈리마르), 요약 번역, Realm of Memory, 컬럼비아 대학교 출판부, 1996–1998 (ISBN 9780231084048)[1][15][16]
- 1999: Rethinking France: Les Lieux de mémoire, Volume 1: The State (시카고 대학교 출판부, ISBN 9780226591322, OL 9305448M)[21]
- 2006: Rethinking France: Les Lieux de mémoire, Volume 2: Space (시카고 대학교 출판부, ISBN 9780226591339, OL 9706730M)[22]
- 2009: Rethinking France: Les Lieux de mémoire, Volume 3: Legacies (시카고 대학교 출판부, ISBN 9780226591346, OL 28425293M)[23]
- 2010: Rethinking France: Les Lieux de mémoire, Volume 4: Histories and Memories (시카고 대학교 출판부, ISBN 9780226591353, OL 28425294M)[24]

## 같이 보기
- 기억 공간 (사회과학)

### 인용
1. 1 2 3 4 5 6 7 8 9 10 11  Académie française 2025.
2. 1 2 3 4 5 6 7 8 9  Kendall 2025.
3. 1 2 3 4 5 6  Radio France 2025.
4. ↑  Nora 2021, 107쪽.
5. ↑  Nora 2021, 32, 38, 138–139쪽.
6. ↑  Nora 2021, 141쪽.
7. ↑  Nora 2021, 135쪽.
8. ↑  Nora 2021, 143–146쪽.
9. ↑  Birnbaum 2021.
10. ↑  Nora 2021, 136–137, 141쪽.
11. ↑  Nora 2021, 152–181쪽.
12. ↑  Procure 2025.
13. ↑  Nora 2021, 194–195쪽.
14. ↑  Gravé-Lazi 2014.
15. 1 2 3 4  Dan David 2023.
16. 1 2 3 4  Nonnenmacher 2025.
17. ↑  Hanimann 2025.
18. ↑  Evans 2019, 418–419쪽.
19. ↑  Nora 1997.
20. ↑  Ivry 2011.
21. ↑  Rethinking France / The State 시카고 대학교 출판부.
22. ↑  Rethinking France / Space abebooks.com
23. ↑  Rethinking France / Legacies 시카고 대학교 출판부
24. ↑  Rethinking France / Histories and Memories 시카고 대학교 출판부

### 인용된 출처
- Birnbaum, Jean (2021년 3월 21일). “Pierre Nora, enfin père. L'historien signe " Jeunesse ", un essai autobiographique”. Le Monde des Livres. 《르 몽드》 (프랑스어).
- Dosse, François (2011). 《Pierre Nora, homo historicus》. Librairie Académique Perrin. ISBN 978-2-262-03379-8.
- Evans, Richard J. (2019). 《Eric Hobsbawm: A Life in History》. 아셰트 UK. ISBN 978-1-408-70742-5.
- Faustini, Pascal (2004). 《La communauté juive de Hellimer: documents 1700-1850》 (프랑스어). Thionville.
- Flandrin, Antoine (2025년 6월 3일). “Pierre Nora, historian who shaped intellectual life in France, dies at 93”. 《르 몽드》. 2025년 6월 8일에 확인함.
- Gravé-Lazi, Lidar (2014년 2월 11일). “Dan David Foundation Announces Winners of Prizes”. 《예루살렘 포스트》.
- Hanimann, Joseph (2025년 6월 3일). “Er prägte unser Denken von Paris aus”. 《FAZ》 (독일어). 2025년 6월 8일에 확인함.
- Ivry, Benjamin (2011년 6월 8일). “Building a Collective Consciousness on a National Scale”. 《포워드》.
- Kendall, Jonathan (2025년 6월 3일). “Pierre Nora, 93, Who Probed Role of Memory in the Writing of History, Dies”. 《뉴욕 타임스》. 2025년 6월 5일에 확인함.
- Montefiori, Stefano (2021년 5월 26일). “Parigi, le confessioni di Anne Sinclair: "Ero sottomessa a Strauss Khan"”. 《코리에레 델라 세라》 (이탈리아어).
- Noce, Vincent (2011년 2월 7일). “Françoise Cachin, en pointillé”. 《리베라시옹》 (프랑스어).
- Nonnenmacher, Kai (2025년 6월 3일). “Zum Gedächtnis: Pierre Nora (1931–2025)”. 《rentree.de》 (독일어). 2025년 6월 5일에 확인함.
- Nora, Pierre (January–February 1997). 《Traduire: nécessité et difficultés》. 《르 데바》 (프랑스어) 93. 93–95쪽. doi:10.3917/deba.093.0093.
- Nora, Pierre (2021). 《Jeunesse》 (프랑스어). 갈리마르 출판사. ISBN 978-2-072-93867-2.
- Nora, Pierre; Rémond, 르네 레몽 (2002). 《Discours de réception à l'Académie française et réponse de René Rémond》 (프랑스어). 갈리마르 출판사. ISBN 978-2-070-76745-8.
- Prochaska, David (2002) [First published 1990]. 《Making Algeria French: Colonialism in Bône, 1870 – 1920》. 케임브리지 대학교 출판부. ISBN 978-0-521-53128-3.
- Shepard, Todd (2008). 《The Invention of Decolonization: The Algerian War and the Remaking of France》. 코넬 대학교 출판부. ISBN 978-0-801-47454-5.
- Tai, Hue-Tam Ho (June 2001). 《Remembered Realms: Pierre Nora and French National Memory》. 《미국 역사 검토》 106. 906–922쪽. doi:10.2307/2692331. JSTOR 2692331.
- Terrade, Xavier (2021년 5월 31일). “" Un être rare ": Anne Sinclair déclare sa flamme à Pierre Nora, son nouveau compagnon”. 《갈라》 (프랑스어).
- “Pierre Nora”. 《아카데미 프랑세즈》 (프랑스어). 2025.
- “Pierre Nora”. 《댄 데이비드상》. 2025.
- “Pierre Nora”. 《라 프로퀴르》 (프랑스어). 2025.
- “Pierre Nora”. 《라디오 프랑스》 (프랑스어). 2025.